# FOXP2

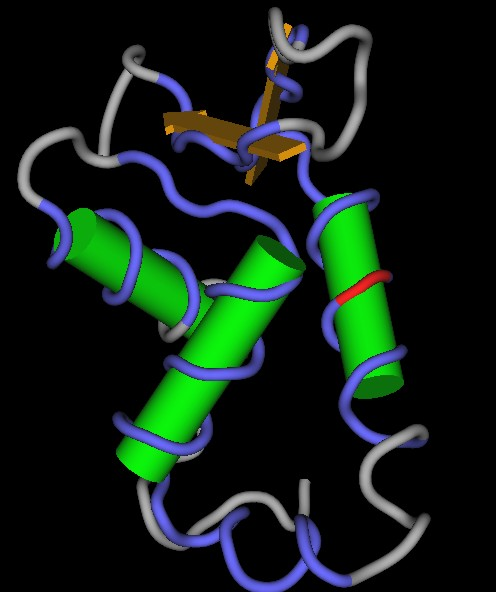
phOP103

El FOXP2 és un gen present en alguns mamífers com ara els humans o els ratolins. Aquest gen en els humans presenta algunes mutacions característiques, que el farien «causant» de la producció de la parla.
FOXP2 codifica una proteïna del mateix nom, que podria actuar activant i inhibint l'expressió d'altres gens, i és indispensable per al funcionament de les diverses zones cerebrals del llenguatge que ajudaria a articular les paraules i dominar la sintaxi. D'aquesta manera pensa que deu intervenir en la regulació d'alguns moviments de la cara i de la mandíbula. Les mutacions del gen que fan possible tot això podrien haver-se donat fa uns 200.000 anys. En l'anàlisi comparativa entre el gen dels ximpanzés, macacos, goril·les, orangutans i ratolins, es va descobrir que en els éssers humans una modificació de només dos aminoàcids seria la responsable d'aquest canvi tan fonamental.
L'agost del 2002 es va publicar a la revista Nature (Science update) un treball que parla del possible origen genètic del llenguatge humà. Svante Pääbo, del Max Planck Institute for Evolutionary Anthropology a Leipzig (Alemanya), i el seu equip afirmen que el precís control que tenen els humans sobre la laringe i la boca pot estar controlat per un gen, «el gen del llenguatge» FOXP2.
Un dels investigadors de l'equip, Wolfgang Enard, va reconèixer que no es tracta de l'únic gen que fa possible el llenguatge, i va explicar que el llenguatge és un procés mental complicat que requereix la participació de molts altres gens. Malgrat això, FOXP2 sembla estar implicat més concretament en les característiques mandibulars i facials que permeten la parla.